# Richings Park
Richings Park – osada w Anglii, w Buckinghamshire. Leży 40,9 km od miasta Aylesbury, 64,4 km od miasta Buckingham i 29,7 km od Londynu. W 2001 miejscowość liczyła 1699 mieszkańców.